# 真爱至上
《真的戀愛了》（英語：Love Actually）是2003年由李察·寇蒂斯编剧及导演的英国圣诞浪漫喜剧电影。本片是英国、美国和法国的国际合拍片，主要在英国伦敦实地拍摄。影片透過十个不同的故事，探讨了爱情的不同方面，涉及多位人物，他們之間随着情节的推进有着千丝万缕的联系。故事从圣诞节前六周开始，每隔一周倒计时，直到假期结束，最后還有一段发生在新年后的尾声。
电影于2003年11月14日在美国上映，随后一周在英国上映。《真的戀愛了》取得了票房成功，制作预算为4千万美元，全球总收入达2.502亿美元。影片获得了褒贬不一的评价，被提名金球獎最佳音樂及喜劇電影。2017年，短篇電視影片续集《愛是您·愛是我：愛是紅鼻子》推出了两个不同版本，分别在BBC One和NBC播出。近年来，这部电影逐漸形成邪典追捧，成为英国和美国圣诞节期间的经典电影之一。

## 劇情
电影是由若干个小故事组成的，故事人物互相认识关联，从而把整个电影链接为一个整体。时间从圣诞节前5个星期开始，直至圣诞节后一个星期。故事有关于中年家庭，丈夫没有承受外界的诱惑，险些出轨，后来经妻子提醒，改过自新，全家圆满；有关于被情人伤害的男人，独自在异乡和女仆之间的爱情，虽然两人语言不同，但是却彼此相爱，最后终成眷属；有英国首相和女仆之间的恋情，其中有一段为由于英国首相误会美国总统调戏这个女仆，导致英国首相决定英国将不再听任美国的摆布，引起了政治讨论（时值伊拉克戰爭、英国支持並跟隨美國出兵伊拉克，暗示批評时任首相布萊爾对美国言聽计从）；有办公室恋情，但由于女方要照顾患精神病的弟弟而没能最终走到一起；有爱上最要好的朋友的妻子的故事；也有关于家庭的，丈夫失去了爱妻，做为单亲父亲，照顾儿子还要关心儿子的感情发展等等。

### 比利·麦克與乔
比利·麦克（比爾·奈伊），曾经是摇滚明星，但中年失意，成為過氣明星。在他的长年胖經紀人乔帮助下，将The Troggs乐队的经典名曲「Love is All Around」改编翻唱成了一首圣诞单曲。（导演兼编剧理查德·柯蒂斯似乎对此曲青睐有加，该首歌曲也在他的影片《你是我今生的新娘》中出作为背景音乐）

### 茱麗葉、彼得與马克
真的戀愛了......雖然深愛的人並沒有跟自己終成眷屬，正如片中馬克一樣，老友彼得和自己一直暗戀的對象......結婚了！但愛情是否用我付出，妳付出多少來衡量嗎？或許馬克沒有彼得那麼口齒伶俐、風趣；他害怕言語表達，但選擇背後默默祝福，保護茱麗葉......片中平安夜在她和彼得家門口一幕......用一張張圖卡文字表達他（馬克）的愛意......

### 杰米與愛莉亞
沒有語言的隔閡。一個是女伴不忠，情場失意的小說作家。經這一次愛情打擊後，在法國一處鄉村小鎮別墅邂逅年輕的女傭愛莉亞，她含蓄，但舉手投足間深深吸引著剛戀愛失敗的杰米。不單是因為一次小小的意外（愛莉亞不惜一切地要拾回杰米的手稿而跳入水中搶救。）而是......感情在某些時候，可能是「無聲勝有聲」。但當要分開的時候，杰米並沒有道出心所想的說話，只是愛莉亞深情的一吻......令杰米開始思索要為這段感情幹一番大事業；杰米很努力的學習葡萄牙文，並遠赴愛莉亞的老家，她工作的餐廳，用他所學的葡文，道出他一直壓制在心底的說話......

### 哈利、凯伦与蜜亞
哈利是一間設計公司經理；蜜亞是她的新祕書；哈利的妻子凱倫是在家照顧孩子的全職家庭主婦。哈利與凱倫的婚姻生活幸福美滿，但年輕性感的蜜亞越來越積極向哈利示愛，令哈利感到迷惘。聖誕節時哈利從珠寶銷售員魯夫斯那給蜜亞買了條昂貴的項鍊，魯夫斯的包裝動作精細緩慢，害哈利差點被凱倫發現。凱倫在哈利的大衣口袋裡找到了項鍊，以為是要給自己的禮物；但哈利卻送了她一張音樂CD，她因而明白那較好的禮物是要給密亞的，於是與哈利對質。哈利為自己的愚蠢作為認錯，但凱倫點出哈利的行為已嘲諷了兩人的婚姻。

### 大卫与娜塔莉
大卫是英国新上任的首相，在与首相府的员工见面时，对女仆娜塔莉一见钟情。而此时新任内阁正苦恼与是否该改变对美国的态度，变得强硬些，但大卫却不想改变这种现状，而一次巧合让大卫误会娜塔莉和美国总统的关系，于是大卫突然在记者招待会上突然改变对美国的态度，这为他迎来国民的热爱。大卫决定换掉娜塔莉，却无时无刻不在思念她，直到圣诞节，大卫看到娜塔莉送给他的圣诞卡才知道原来娜塔莉一直爱的是他。大卫立刻赶到娜塔莉住的地方，因为不知道门牌，只好一家一家寻找，找到时他家人正要去参加孩子学校的圣诞晚会。经过一番混乱，两人终于向对方表白，当他们在台后接吻时，挡住他们的布幕却突然被拉开。

### 丹尼尔、山姆、乔安娜與卡羅
丹尼尔的妻子突然去世，而他妻子的儿子山姆却突然变得古怪，在他的好友凯伦的提示下，丹尼尔决定找山姆谈一谈，才发现他原来陷入恋爱，而他喜欢上的女孩乔安娜卻是全校男生的焦点，可以说山姆几乎没有一丝希望，而更糟糕的是，乔安娜在参加完学校的圣诞晚会后就要和她的父母回美国，因为她是美国人。一天，山姆在路上看到了比利·麦克的表演，终于想出了一个办法，因为乔安娜要在圣诞晚会上表演，于是他决定成为乐队的鼓手，于是每天勤练爵士鼓。圣诞晚会上，乔安娜和山姆的表演非常成功，可山姆却还没有向乔安娜表白，在丹尼尔的鼓励和帮助下，山姆甚至闯进了机场的候机大厅，但山姆只来得及叫乔安娜一声就被保安带回去，不过乔安娜却追了出来，亲了山姆一下，山姆这才知道原来乔安娜也喜欢自己。
支线故事：丹尼尔几次表达自己想与歌地亞·雪花约会的愿望。最终，丹尼尔遇到了卡羅（歌地亞·雪花饰），她是山姆同学的母亲，两人彼此之间产生火花。

### 莎拉、卡尔与迈克尔
莎拉是一个内向的女孩，她在进入她目前工作的地方后，就喜欢上和她一起工作的设计师卡尔，却一直不敢说出来，直到连老板哈利都看不下去，让她趁圣诞节鼓起勇气表白。可莎拉却一直鼓不起勇气，直到公司的圣诞节舞会上，卡尔邀请她跳舞并在晚会后送她回家，可当两人亲热到高潮时，莎拉的手机突然响了起来，原来莎拉有一个得了精神病的弟弟迈克尔，极度缺乏安全感，总是打电话找莎拉，尽管莎拉知道接他的电话并无法改善她弟弟的病情，可是对弟弟的爱却让她不肯错过，即使是正和心爱的男人在一起，最后卡尔只好和她分手。

### 科林、托尼和女孩们
科林一直四处打杂，也一直期望找一个女朋友，可却一直找不到。突然间他决定去美国，为此他甚至租掉自己的房子，还准备一整个登山包的保险套。他的好友托尼劝说他别去，可他却不听，没想到科林到美国的第一个晚上就遇到了三个非常性感的女郎，而他更是带着她们另一个姐妹回英国，这结局让托尼看得目瞪口呆。

### 約翰和茱蒂
約翰和茱蒂的情节只在未剪切版中出现。約翰和茱蒂同在一个剧组中作为床戏的替身演员，托尼（科林之友）同样也是该剧组的成员（可能是灯光助理）。尽管約翰和茱蒂工作性质低俗，但是他们能够坦然相处，并能投机交谈。两者小心谨慎地维持着一段关系，一起看了学校的耶诞表演。在片尾的机场场景中，两人已订婚。

## 演員陣容
- 艾倫·瑞克曼 飾演 哈利
- 愛瑪·湯普森 飾演 凱倫
- 休·格兰特 飾演 大衛
- 姬拉·麗莉 飾演 茱麗葉
- 哥連·費夫 飾演 杰米
- 西耶娜·盖尔利 飾演 杰米的女朋友
- 露夏·夢妮（英语：Lúcia Moniz） 飾演 愛莉亞
- 連恩·尼遜 飾演 丹尼爾
- 托马斯·桑斯特 飾演 山姆
- 比爾·奈伊 飾演 比利·麥克
- 葛瑞格·費雪（英语：Gregor Fisher） 飾演 喬
- 瑪婷·麥吉俊（英语：Martine McCutcheon） 飾演 娜塔莉
- 切瓦特·埃加福特 飾演 彼得
- 安德魯·林肯 飾演 馬克
- 羅娜·蓮妮 飾演 莎拉
- 羅德林哥·桑特羅 飾演 卡爾
- 克里斯·馬歇爾 飾演 科林
- 阿卜杜勒·薩里斯（英语：Abdul Salis） 飾演 托尼
- 海克·瑪卡琪 飾演 蜜亞
- 馬丁·費里曼 飾演 約翰
- 喬安娜·佩吉（英语：Joanna Page） 飾演 茱蒂
- 奧莉維亞·奧爾森（英语：Olivia Olson） 飾演 乔安娜
- 比利·鮑伯·松頓 飾演 美國總統
- 路雲·雅堅遜(憨豆先生) 飾演 魯夫斯
- 歌地亞·雪花 飾演 卡羅
- 妮娜·索桑亞（英语：Nina Sosanya） 飾演 安妮
- 伊凡娜·米莉瑟維克（英语：Ivana Miličević） 飾演 史黛西
- 詹纽瑞·琼斯 飾演 珍妮
- 伊麗莎·庫斯伯特 飾演 凱露-安妮
- 沙隆·伊丽莎白 飾演 哈莉葉
- 丹妮丝·理查兹 飾演 凱拉
- 莉莉·帕浦威爾（英语：Lulu Popplewell） 飾演 黛西
- 馬庫斯·布里斯托克（英语：Marcus Brigstocke） 飾演 米奇
- 茱莉亚·戴维斯 飾演 外燴業者南希